# Wałcz
Wałcz (Duits: Deutsch Krone) is een stad in het Poolse woiwodschap West-Pommeren, gelegen in de powiat Wałecki. De oppervlakte bedraagt 38,16 km², het inwonertal 26.312 (2005). De stad is gelegen in een bosachtig gebied tussen de meren Radun en Zamkowe.

## Geschiedenis
De stad werd in 1249 voor het eerst als villa Cron vermeld, heette in 1303 Arnscrone en daarna ook wel Corona. In het begin van de 14de eeuw kwam de stad in bezit van Brandenburg. In 1368 werd ze verkocht aan Polen. De lutherse hervorming werd in 1535 ingevoerd en toen de Poolse koning in 1594 katholieke geestelijken aanstelde werden die verdreven. Inmiddels kreeg de stad de Poolse benaming Walcz. De Dertigjarige Oorlog verwoestte de stad en dat kwam zij nooit te boven. De meerderheid van de bevolking liet zich in de Contrareformatie weer in de Rooms-Katholieke Kerk opnemen.
In 1773 moest Polen West-Pruisen afstaan aan het koninkrijk Pruisen en kreeg de stad de naam Deutsch Krone omdat elders al een Polnisch Krone bestond. De stad had zich nooit kunnen ontwikkelen en telde toen amper meer dan duizend inwoners, die voor een kwart Joden waren en voor een groot deel zogenaamde Ackerbürger d.w.z, stedelingen die als boer hun land buiten de stadsmuren bewerkten. De stad verdubbelde zijn inwonertal tot 1800 en groeide door tot 7.500 een eeuw later. De aansluiting op spoorbanen, met name die van Berlijn naar Königsberg, bevorderde industrialisering en versterkte ook de bestuursfuncties. Na de Eerste Wereldoorlog, in 1918, werd West-Pruisen bij het nieuwe Polen gevoegd maar vanwege de Duitstalige meerderheid ter plaatse werden enkele grensstreken bij Duitsland gelaten en Deutsch Krone kwam zodoende te liggen in een nieuwe provincie, genaamd Grensmark Posen-West-Pruisen. Daarheen weken veel bewoners uit de aan Polen afgestane gebieden uit en Deutsch Krone verdubbelde daarmee zijn inwonertal. De afloop van de Tweede Wereldoorlog bracht in februari 1945 de komst van het Rode Leger dat de stad grotendeels verwoestte en haar bevolking op de vlucht deed slaan.
In 1945 werden de laatste Duitsers verdreven, zie Verdrijving van Duitsers na de Tweede Wereldoorlog. De voormalige grensmark werd door Polen geannexeerd samen met Pommeren en nieuwe bewoners elders uit Polen werden in Wałcz gevestigd.

## Personalia
- Hermann Löns (1866-1914) groeide op in Deutsch Krone. Hij werd bekend als journalist en naturalistisch romancier en om zijn ongebonden levenswijze die aan het front in Frankrijk eindigde.
- Arnold Wahnschaffe (1875-1941), ambtenaar

## Partnersteden
- Werne (Duitsland), sinds 1992
- Bad Essen (Duitsland)
- Kyritz (Duitsland)